# Замбезия
Вижте пояснителната страница за други значения на Замбезия.
Замбезия (на португалски: Zambezia) е провинция в Мозамбик. Разположена е в централен Мозамбик и има широк излаз на Индийския океан. Замбезия е най-гъстонаселената мозамбиканска провинция, с площ 105 008 квадратни километра и население 5 002 457 души (по преброяване от август 2017 г.). В южната и част тече река Замбези. Крайбрежието е обрасло с мангрови гори. Отглеждат се ориз, царевица, кашу, захарна тръстика, цитруси, памук, чай и кокос.